# Rhopalonema velatum
Rhopalonema velatum är en nässeldjursart som beskrevs av Gegenbaur 1856. Rhopalonema velatum ingår i släktet Rhopalonema och familjen Rhopalonematidae. Inga underarter finns listade i Catalogue of Life.